# Шортхаус, Билл
Уи́льям Ге́нри Шо́ртхаус (англ. William Henry Shorthouse; 27 мая 1922 — 6 сентября 2008), также известный как Билл Шортхаус (англ. Bill Shorthouse) — английский футболист, защитник. Всю свою карьеру провёл в клубе «Вулверхэмптон Уондерерс».

## Футбольная карьера
Уроженец Билстона, графство Стаффордшир, Шортайр окончил школу святого Мартина в Брейдли, пригороде Вулвергемптона. В 1941 году подписал любительский контракт с английским футбольным клубом «Вулверхэмптон Уондерерс» . Во время Второй мировой войны служил в Корпусе королевских инженеров и был ранен в руку во время высадки в Нормандии. В апреле 1946 года вернулся в расположение клуба. 23 августа 1947 года дебютировал в основном составе «Вулверхэмптона» в матче Первого дивизиона против «Манчестер Сити». Сначала играл на позиции центрального защитника, а когда эту роль в команде занял Билли Райт, Шортхаус стал фулбеком (крайним защитником). В 1949 году помог «волкам» выиграть Кубок Англии, обыграв в финальном матче «Лестер Сити». В сезоне 1953/54 стал чемпионом Англии, сыграв в 40 из 42 матчей команды в Первом дивизионе.
Выступал на «Молинью» с 1947 по 1956 год, сыграв за клуб 376 официальных матчей. Был практически «незаменимым» игроком, не попадая в заявку на матч только в случае травм или болезни. Свой первый и единственный мяч за «волков» забил 12 ноября 1955 года в матче Первого дивизиона против «Чарльтон Атлетик».
В 1956 году завершил карьеру игрока из-за хронической травмы лодыжки.

## Тренерская карьера
После завершения карьеры игрока Шортайр вошёл в тренерский штаб клуба «Бирмингем Сити». В концовке сезона 1969/70 он вместе с Доном Дорманом был исполняющим обязанности главного тренера клуба после ухода из команды Стэна Каллиса. Также Шортайр был тренером молодёжных сборных Англии и работал с молодёжной командой бирмингемского клуба «Астон Вилла», выиграв с последней Молодёжный кубок Англии 1980 года.

## Личная жизнь
Был женат на Бетти. У пары было двое сыновей, Пол и Найджел.
Последние годы своей жизни провёл в доме престарелых в Вулвергемптоне, страдая от деменции. Умер 6 сентября 2008 года.

## Достижения
Вулверхэмптон Уондерерс
- Чемпион Первого дивизиона: 1953/54
  - Второе место в Первом дивизионе:  1949/50, 1954/55
- Победитель Кубка Англии: 1949
- Обладатель Суперкубка Англии: 1949[англ.] (разделённый)